# أفلام محمد مختار (شركة)

شركة أفلام محمد مختار (1980 - 2000)

أفلام محمد مختار شركة إنتاج أفلام سينمائية أنشأها محمد مختار  عام 1980 بعد أن ترك العمل الدبلوماسي، حيث كان يعمل في جامعة الدول العربية منذ عام 1976 حتى بداية دخوله مجال الإنتاج السينمائي عام 1980 الذي استمر لمدة 20 سنة حتى عام 2000 وكان حصيلته 18 فيلم كلهم من بطولة نادية الجندي التي تزوجها في أواخر السبعينات واستمر زواجهم لمدة 20 سنة. قام محمد مختار بإسناد الإخراج في 11 فيلم للمخرج نادر جلال وأربعة أفلام للمخرج حسام الدين مصطفى.

## قائمة إنتاج أفلام محمد مختار
- فيلم «الباطنية» للمخرج حسام الدين مصطفى عام 1980[2]
- فيلم «وكالة البلح» للمخرج حسام الدين مصطفى عام 1982[3]
- فيلم «خمسة باب» للمخرج نادر جلال عام 1983[4]
- فيلم «جبروت امرأة» للمخرج نادر جلال عام 1984[5]
- فيلم «المدبح» للمخرج حسام الدين مصطفى عام 1985[6]
- فيلم «الضائعة» للمخرج عاطف سالم عام 1986[7]
- فيلم «عزبة الصفيح» للمخرج إبراهيم عفيفى عام 1987[8]
- فيلم «ملف سامية شعراوي» للمخرج نادر جلال عام 1988[9]
- فيلم «الإرهاب» للمخرج نادر جلال عام 1989[10]
- فيلم «شبكة الموت» للمخرج نادر جلال عام 1990[11]
- فيلم «عصر القوة» للمخرج نادر جلال عام 1991[12]
- فيلم «مهمة في تل أبيب» للمخرج نادر جلال عام 1992[13]
- فيلم «الشطار» للمخرج نادر جلال عام 1993[14]
- فيلم «الجاسوسة حكمت فهمي» للمخرج حسام الدين مصطفى عام 1994[15]
- فيلم «اغتيال» للمخرج نادر جلال عام 1996[16]
- فيلم «48 ساعة في إسرائيل» للمخرج نادر جلال عام 1998[17]
- فيلم «أمن دولة» للمخرج نادر جلال عام 1999[18]
- فيلم «بونو بونو» للمخرج علي عبد الخالق عام 2000[19]

## وصلات خارجية
- أفلام محمد مختار (شركة) على موقع السينما
- أفلام محمد مختار (شركة) على موقع دهليز
- أفلام محمد مختار (شركة) على موقع كاروهات
- أفلام محمد مختار (شركة) على موقع أوقاتك